# Skandal i hönsgården
Skandal i hönsgården (engelska: Chicken in the Rough) är en amerikansk animerad kortfilm med Piff och Puff från 1951.

## Handling
I tron om att hitta några ekollon tar sig Piff och Puff in på en bondgård. Väl där råkar Puff förväxla ett ägg med en stor nöt, och inte blir det bättre när tuppen tror att Puff är en liten kyckling.

## Om filmen
Filmen hade svensk premiär den 3 december 1951 på Sture-Teatern i Stockholm och ingick i kortfilmsprogrammet Kalle Ankas gästabud tillsammans med sex kortfilmer till; Kalle Anka visar lejonklon, Pluto som driftkucku, Alice i Disneyland, Tummeliten, älgarnas herre, Symfoni på stallbacken och Kalle Anka jagar tjuvar.
När filmen hade svensk biopremiär gick den under titeln Skandal i hönsgården. Alternativa titlar till filmen är Lånta fjädrar, Piff och Puff i hönsgården och En ovanlig kyckling.
Mellan 1971 och 1981 var filmen ett inslag i Kalle Anka och hans vänner önskar God Jul.
Filmen finns sedan 1999 dubbad till svenska och har getts ut på VHS och DVD.

## Rollista
| Roll | Originalröst    | Svensk röst     |
| Piff | James MacDonald | Monica Forsberg |
| Puff | Dessie Flynn    | Bertil Engh     |
| Höna | Florence Gill   | ingen röst      |